# 紧化
数学中，紧化（compactification）是将一个拓扑空间扩大为紧的过程或结果。紧化的方法有多种，但每一种方法都是以某种方式添加“无穷远点”控制“跑向无穷远”的点或阻止这样的“逃逸”。

## 一个例子
考虑带有通常拓扑的实数线。这个空间不是紧的；在某种意义上说，点向左或向右可以跑向无穷远。可以通过添加一个“无穷远点”，我们记作 ∞，将其变为一个紧空间。所得的紧化可以想象为一个圆周（作为欧几里得平面的有界闭子集它是紧的）。实线上每个跑向无穷的序列在紧化中将收敛到 ∞。
直觉上，这个过程可视为：首先将实数线收缩为 x-轴上的开区间 (-π,π)；然后将这个区间的两端向上（y-轴正方向）弯曲，并移动使它们靠近，直到得到一个去掉一点（最上点）的圆周。这个点是我们的新点  ∞ 无穷远点，将它添进来成为一个完整的紧圆周。
稍微正式一点：我们将单位圆周上的点以角度表示，在弧度下，取从 -π 到 π。将每个这样的点 θ 与实数线上对应的 tan(θ/2) 等同。这个函数在点 π/2 没有定义，因为 tan(π/2) 没有定义；将这个点等同于我们的 ∞。
因为正切函数于其反函数都是连续的，我们的等同函数是实数线与去掉 ∞ 的单位圆周間的同胚。我们所构造的c称为实数线的亚历山德罗夫单点紧化，更一般的讨论见下。也可以增添两个点  +∞ 和 -∞ 将实数线紧化，得到扩展的实数轴。

## 定义
拓扑空间 X 作为稠密子集嵌入一个紧空间称为 X 的一个紧化。将拓扑空间嵌入紧空间中经常有用，因为紧空间有一些特殊性质。
嵌入紧豪斯多夫空间可能特别让人感兴趣。因为每个紧豪斯多夫空间是一个吉洪诺夫空间，而吉洪诺夫空间的每个子空间是吉洪诺夫的，我们得出每个有豪斯多夫紧化的空间必须是吉洪诺夫空间。事实上，其逆亦真；吉洪诺夫空间是存在豪斯多夫紧化的充分必要条件。
很多有趣的非紧空间确实有特别类型的紧化，这个事实使紧化成为拓扑学中的常用技巧。

### 亚历山德罗夫单点紧化
对一个拓扑空间 X，它的（亚历山德罗夫）单点紧化 αX 是通过添加额外一点 ∞（通常叫做无穷远点）得到的，定义新空间的开集是 X 中的开集以及具有 G U {∞} 形式的集合，这里 G 是 X 的一个子集使得 X \ G 闭且紧。X 的单点紧化是豪斯多夫的当且仅当 X 是豪斯多夫的且局部紧。

### 斯通–切赫紧化
特别使人感兴趣的是豪斯多夫紧化，即紧化中紧空间是豪斯多夫的。一个拓扑空间有豪斯多夫紧化当且仅当它是吉洪诺夫的。在这种情形，存在惟一（差一个同胚）“最一般的”豪斯多夫紧化，X 的斯通－切赫緊化，记作 βX。空间 βX 由泛性质刻画，任何从 X 到一个紧豪斯多夫空间 K 的连续函数可以惟一地延拓为从 βX 到 Y 的连续函数。更确切地说， βX 是一个包含 X 的紧豪斯多夫空间使得 X 上由 βX 诱导的拓扑与 X 上本来的拓扑相同，且对任何连续映射 f:X → K，这里 K 是一个紧豪斯多夫空间，存在惟一连续映射 g:βX → K 使得 g 限制在 X 上等同于 f。  
斯通–切赫紧化可具体地构造如下：设 C 是从 X 到闭区间 [0,1] 的连续函数集合。则 X 中每一点可与 C 上一个取值函数等同。这样 X 可与 [0,1]C 的一个子集等价，这里 [0,1]C  是从 C 到 [0,1] 的所有函数集合。由吉洪诺夫定理后者是紧的，X 的閉包作为那个空间的子集也是紧的。这就是斯通–切赫紧化。

## 射影空间
实射影空间 RPn 是欧几里得空间 Rn 的一个紧化。对 Rn 中可能“逃逸”的每个“方向”，添加了一个无穷原点（但每个方向与其反方向等同）。我们上面构造的 R 的亚历山德罗夫单点紧化事实上同胚于 RP1。但是注意射影平面 RP2 不是平面 R2 的单点紧化，因为添加了不止一点。
复射影空间 CPn 也是 Cn 的一个紧化；平面 C 的亚历山德罗夫单点紧化是（同胚于）复射影直线 CP1，它可等价于黎曼球面。
转向射影空间是代数几何中的一个基本工具，因为添加了无穷远点后许多定理有更简单的表述。例如，RP2 中任何两条不同直线恰好交于一点，而在 R2 中不成立。

## 李群的紧化与离散子群
在李群的离散子群的研究中，陪集的商空间通常为更精细紧化之候选，在更丰富的层次上保持结构而不止是拓扑。
例如模曲线是在每个尖点添加一点，使其成为黎曼曲面（而且因为它们是紧的，故为代数曲线）。这里尖点有一个好理由：曲线参数化了一个格空间，这些格可以退化（跑向无穷远），通常有许多方式（考虑到一些“层次”的辅助结构）。尖点代表了这些指向无穷的不同方向。
这是平面中的格。在 n-维欧几里得空间中也可提出同样的问题，例如关于 GLn(R)/GLn(Z)。这是较难紧化的。现在可以利用一个一般的定理，博雷尔–塞尔紧化（Borel-Serre compactification）。

## 其它紧化理论
- 一个空间的端点与素端理论。
- 许多“边界”理论，比如开流形的配领（collaring of an open manifold）、马丁边界（英语：Martin boundary），施罗夫边界（英语：Shilov boundary）以及菲斯滕贝格边界（英语：Fürstenberg boundary）。
- 拓扑群的波尔紧化由考虑殆周期函数得出。
- 通过构造一个有反演环几何（英语：inversive ring geometry）的“射影直线”可紧化一个拓扑群。
- 一个埃尔米特对称空间的贝利-博雷尔紧化（英语：Baily-Borel compactification）。